# Крылов, Валентин Михайлович
Валенти́н Михайлович Крыло́в (рум. Valentin Crîlov; 12 января 1953, Кишинёв, Молдавская ССР, СССР) — молдавский политик, бывший исполнительный секретарь Партии социалистов Республики Молдовы.

## Биография
Валентин Крылов родился 12 января 1953 года в Кишинёве. Окончил Высшее военно-морское училище радиоэлектроники им. А. С. Попова по специальности военный инженер по радиоэлектронике, Окончил Московский военно-экономический институт,  проходил службу в ВМФ СССР. Капитан атомной подводной лодки ВМФ СССР, военное звание капитан 1 ранга
Женат.
Профессиональная деятельность:
- 1970—1971 — токарь, Завод «Виброаппарат»;
- 1971—1992 — курсант Высшего военно-морского училища им. А. С. Попова (Ленинград), слушатель Московского военное -экономического института, служба на офицерских должностях в ВМФ СССР;
- 1990—1998 — депутат Парламента Республики Молдова от блока «Соцединство», подписант Декларации о независимости Республики Молдова,
- 1992—1995 — депутат Парламента Республики Молдова, член постоянных парламентских комиссий;
- 1995—1996 — член Постоянного Бюро Парламента Республики Молдова;
- 1996—1998 — депутат, член постоянной парламентской комиссии;
- 1998—2013 — исполнительный секретарь Партии социалистов Республики Молдовы. Член Международной Ассоциации "Alternatyve"

На выборах на должность генерального примара (мэра) Кишинёва в 2007 году — кандидат от избирательного блока «Patria-Родина — Равноправие» и получил 2,70 % голосов.
На выборах генерального примара Кишинёва 2011 года — кандидат от Партии социалистов Республики Молдовы. Вышел из избирательной кампании в пользу Игоря Додона.